# Ljubomir Koraj
Ljubomir Koraj (Zagreb, 1956.), hrvatski filozof.

## Životopis
Rođen je 1956. godine u Zagrebu, gdje je na Filozofskom fakultetu završio studij filozofije i pedagogije. Za studentskih dana bio je priveden zbog otpora prema komunističkim vlastima.
Dugogodišnji je nastavnik filozofije, logike i etike u zagrebačkoj IV. gimnaziji.
Autor je knjige filozofskih ogleda D-dur.